# Бузнаго
Бузнаго, Бузнаґо (італ. Busnago) — муніципалітет в Італії, у регіоні Ломбардія, провінція Монца і Бріанца.
Бузнаго розташоване на відстані близько 480 км на північний захід від Рима, 28 км на північний схід від Мілана, 16 км на схід від Монци.
Населення — 6718 осіб (2014).
Щорічний фестиваль відбувається 26 липня. Покровитель — S.Anna.

## Демографія
Населення за роками:

Станом на 1 січня 2023 року в муніципалітеті офіційно проживало 515 іноземців з 50 країн, серед них 153 громадяни країн Євросоюзу та 39 громадян України.

## Сусідні муніципалітети
- Беллуско
- Корнате-д'Адда
- Греццаго
- Меццаго
- Рончелло
- Треццано-Роза
- Треццо-сулл'Адда